# 资产阶级的审慎魅力
《中產階级拘謹的魅力》（法語：Le Charme discret de la bourgeoisie），是一部1972年的超现实主义法語电影，路易斯·布紐爾执导。影片叙述客人们来夏内加尔家参加晚宴，抵达之后才发现第二天才能举行。他们本准备去小酒馆，没能成功。种种误会时不时爆发，结果六个人始终无法安心用餐。影片曾获奥斯卡最佳外语片奖，以及奥斯卡最佳原创剧本提名。